# Большехвостый кускус
Большехвостый кускус (лат. Dactylopsila megalura) — сумчатое млекопитающее семейства Petauridae. Вид обитает в субтропических и тропических сухих широколиственных лесах острова Новая Гвинея. Большехвостый кускус встречается в высокогорных лесах и может обитать на высоте от 1000 до 2300 м над уровнем моря. Вид ведёт строго древесный образ жизни.

## История открытия и исследования
Этот вид был описан в 1933 году по двум экземплярам, найденным Ш. Майером в горах Вейленд западной части Новой Гвинеи. Животное оказалось редким видом. Новый экземпляр это вида был обнаружен лишь 60 лет спустя, в 1994 году. 